# المغرب في الألعاب الأولمبية الصيفية 2000
شارك المغرب في دورة الألعاب الأولمبية الصيفية 2000، التي أقيمت في سيدني بأستراليا، في الفترة الممتدة من 13 سبتمبر إلى 1 أكتوبر 2000. شارك المغرب في الأولمبياد بوفد رياضي قوامه 55 رياضيا ورياضية في 9 ألعاب هي ألعاب القوى والملاكمة و الكاياك وكرة القدم والجودو و السباحة والتايكواندو و كرة المضرب والأشرعة.

حصد المغرب ثلاث ميداليات في هذه الدورة (ذهبيتان وفضية) محتلا المرتبة 59 في الترتيب النهائي بين 200 دولة مشاركة.
كان لاعب كرة القدم جواد الزايري آنذاك أصغر مشارك ضمن الوفد المغربي (18 سنة و 150 يوما) بينما كان أكبر ممثلي المغرب سنا العداء العربي الخطابي (33 سنة و 135 يوما).

## الميداليات
| الرياضي        | المنافسة    | ذهبيةذهبية | فضيةفضية | برونزية |
| -------------- | ----------- | ---------- | -------- | ------- |
| هشام الكروج    | ألعاب القوى | -          | 1        | -       |
| طاهر التمسماني | الملاكمة    | -          | -        | 1       |
| نزهة بدوان     | ألعاب القوى | -          | -        | 1       |
| علي الزين      | ألعاب القوى | -          | -        | 1       |
| إبراهيم لحلافي | ألعاب القوى | -          | -        | 1       |
| المجموع        | 5           | -          | 1        | 4       |

## الرياضيون المشاركون

### ألعاب القوى
رجال
| العداء             | المسابقة       | النتيجة     | الرتبة                 |
| ------------------ | -------------- | ----------- | ---------------------- |
| خالد تيغزوين       | 800 متر        | 1:45.38     | أقصي في نصف النهائي    |
| مصطفى سداد         | 400 متر حواجز  | 51.39       | أقصي في الدور الأول    |
| يونس مدرك          | الوثب الطولي   | 7.95        | أقصي في الدور التمهيدي |
| العربي الخطابي     | 3000 متر موانع | 8:43.46     | أقصي في الدور الأول    |
| عادل الكوش         | 1500 متر       | 3:41.06     | أقصي في الدور الأول    |
| المحجوب حيدا       | 800 متر        | 1:46.35     | أقصي في نصف الهائي     |
| محمد سعيد الوردي   | 5000 متر       | 13:35.18    | أقصي في الدور الأول    |
| عبد القادر المعزيز | الماراثون      | 2 س و 13:49 | 7 في النهائي           |
| المهدي الغزواني    | الوثب الطولي   | 7.60        | أقصي في الدور التمهيدي |
| بوبكر العفوي       | الماراثون      | 2 س و 23:53 | 52 في النهائي          |
| محسن الشهيبي       | 800 متر        | 1:49.88     | أقصي في نصف النهائي    |
| إبراهيم بولامي     | 3000 متر موانع | 8:23.13     | 7 في الهائي            |
| سعيد بريوي         | 10000 متر      | 27:37.83    | 6 في النهائي           |
| يوسف بابا          | 1500 متر       | 3:56.08     | 12 في النهائي          |
| إبراهيم لحلافي     | 5000 متر       | 13:36.47    | 3 في النهائي           |
| علي الزين          | 3000 متر موانع | 8:22.15     | 3 في النهائي           |
| هشام الكروج        | 1500 متر       | 3:32.32     | 2 في النهائي           |

سيدات
| العداءة       | المسابقة      | النتيجة  | الرتبة               |
| ------------- | ------------- | -------- | -------------------- |
| نزهة بدوان    | 400 متر حواجز | 53.57    | 3 في النهائي         |
| سلوى واعزيز   | 1500 متر      | 4:09.11  | أقصيت في نصف النهائي |
| أسماء الغزاوي | 10000 متر     | 31:59.21 | 18 في النهائي        |
| زهور لقمش     | 5000 متر      | 16:02.50 | أقصيت في الدور الأول |
| بشرى الشعبي   | 10000 متر     | 34:49.35 | أقصيت في الدور الأول |
| حسناء بنحسي   | 800 متر       | 1:59.27  | 8 في النهائي         |
| مينة آيت حمو  | 800 متر       | 2:03.25  | أقصيت في الدور الأول |

### الملاكمة
| الملاكم        | الوزن       | النتيجة              |
| -------------- | ----------- | -------------------- |
| عزيز الركيك    | خفيف الثقيل | أقصي في الدور الأول  |
| حسن أوشيخ      | الديك       | أقصي في الدور الأول  |
| محمد المصباحي  | الوسط       | أقصي في الدور الثاني |
| هشام المصباحي  | الذبابة     | أقصي في الدور الثاني |
| طاهر التمسماني | الريشة      | أقصي في نصف النهائي  |

### الكاياك
| رياضي      | الحدث    | تمهيدي   | تمهيدي | تمهيدي   | تمهيدي | تمهيدي | تمهيدي | نصف النهائي            | نصف النهائي            | نهائي                  | نهائي                  | مجموع                  | الترتيب                |
| رياضي      | الحدث    | الجولة 1 | رتبة   | الجولة 2 | رتبة   | مجموع  | رتبة   | التوقيت                | رتبة                   | التوقيت                | رتبة                   | مجموع                  | الترتيب                |
| ---------- | -------- | -------- | ------ | -------- | ------ | ------ | ------ | ---------------------- | ---------------------- | ---------------------- | ---------------------- | ---------------------- | ---------------------- |
| نزار سملال | رجال K-1 | 145.20   | 20     | 154.02   | 22     | 299.22 | 20     | أقصي من الدور التمهيدي | أقصي من الدور التمهيدي | أقصي من الدور التمهيدي | أقصي من الدور التمهيدي | أقصي من الدور التمهيدي | أقصي من الدور التمهيدي |

### جودو
| اللاعب                 | الوزن     | النتيجة                                 |
| ---------------------- | --------- | --------------------------------------- |
| عادل بلكايد            | نصف الوسط | أقصي في الدور الأول أمام أيوشين منغوليا |
| عبد الواحد إدريسي شرفي | الخفيف    | أقصي في الدور الثاني أمام ديبيزيل فرنسا |

### السباحة
- سعد الخلوقي في 200 متر متنوعة وأقصي في الدور الأول بتوقيت (2:13.22)

### التايكواندو
| اللاعب      | الوزن   | النتيجة                                    |
| ----------- | ------- | ------------------------------------------ |
| مريم بيداني | الوسط   | أقصيت في الدور الأول أمام أوكاموطو اليابان |
| منية بوركيك | الثقيل  | أقصيت في ربع النهائي أمام تشين الصين       |
| يونس السقاط | الذبابة | أقصي في ربع النهائي أمام ايسبارثا إسبانيا  |

### كرة القدم
تنافس المغرب ضمن المجموعة الثانية مع منتخبات التشيلي وإسبانيا وكوريا الجنوبية و أقصي في الدور الأول كرابع مجموعة.
- مدرب: سعيد الخيدر المغرب
- اللاعبون
- طارق الجرموني
- حميد ناطر
- أكرم الرماني
- الحسين أوشلا
- عادل الشبوكي
- فوزي البرازي
- عبد المجيد أولمرس
- جواد الزايري
- محمد خربوش
- عثمان العساس
- بوشعيب المباركي
- عبد الفتاح الخطاري
- نور الدين قاسمي
- صلاح الدين بصير
- يوسف سفري
- كريم بنكوار
- زكرياء عبوب
- عبد الإله باغي
- عبد السلام وادو
- عصام البارودي
- بوشعيب البطاشي
- هشام لعرج
- المباريات

| الفريق         | نقاط | فرق | عليه | له | خ | ت | ف | لعب |
| -------------- | ---- | --- | ---- | -- | - | - | - | --- |
| تشيلي          | 6    | +4  | 3    | 7  | 1 | 0 | 2 | 3   |
| إسبانيا        | 6    | +3  | 3    | 6  | 1 | 0 | 2 | 3   |
| كوريا الجنوبية | 6    | -1  | 3    | 2  | 1 | 0 | 2 | 3   |
| المغرب         | 0    | -6  | 7    | 1  | 3 | 0 | 0 | 3   |

| تشيلي | 1-4 | المغرب       |
| ----- | --- | ------------ |
|       |     | الحسين أوشلا |

| كوريا الجنوبية | 0-1 | المغرب |
| -------------- | --- | ------ |
|                |     |        |

| إسبانيا | 0-2 | المغرب |
| ------- | --- | ------ |
|         |     |        |

### كرة المضرب
- كريم العلمي و أقصي في ربع النهائي أمام روجيه فيدرير سويسرا

### 
- رشيد الرصافي في صنف الميسترال واحتل المرتبة 36 في الترتيب النهائي بمجموع 303 (11 سباقا)